# Ekonomiåret 1933

## Händelser
- 11 januari - Sveriges finansminister Ernst Wigforss vill i statsverkspropositionen höja de jämförelsevis låga svenska skatterna.
- 25 mars - Den svenska regeringen framlägger ett stort förslag till hur man skall kunna bekämpa den ekonomiska krisen. Man vill använda statsbudgeten som konjunkturutjämnare och balansera budgeten över en hel konjunkturcykel. Gunnar Myrdal ligger bakom förslaget.

## Bildade företag
- 24 juni - Gyllene Uttern, hotell och restaurang, invigs.[1]